# Platythomisus sudeepi
Platythomisus sudeepi is een spinnensoort uit de familie van de krabspinnen (Thomisidae).
De wetenschappelijke naam van de soort werd in 1977 gepubliceerd door A.T. Biswas.